# Niese (Lügde)
Niese gehört zu den zehn Ortsteilen der Stadt Lügde im Kreis Lippe in Nordrhein-Westfalen. Der Ortsteil hatte am 31. Dezember 2021 373 Einwohner. Der derzeitige Ortsbürgermeister ist Stephan Müller.

## Lage
Niese liegt auf einer Höhe von 260 m ü. NN und rund zehn Kilometer südöstlich der Kernstadt Lügde am gleichnamigen Nebenfluss der Emmer. Die Flächengröße beträgt 5,459 km².

## Geschichte
Eine Schenkungsurkunde von 1031 enthält den ersten Nachweis für den Ort, der hier als Prädium Nisa genannt wird. Das wohl zur Reichsabtei Corvey gehörende Gut fiel später wüst. Seine Örtlichkeit ist unbekannt und wohl nicht mit der des heutigen Dorfes identisch. Im 13./14. Jahrhundert existierte auf dem Gebiet der heutigen Gemarkung Niese die Siedlung "Süthagen", die südlich des heutigen Dorfes zu suchen ist und noch im 14. Jahrhundert wüst fiel. Süthagen ist urkundlich und durch entsprechende Keramikfunde belegt.
1522 wurde Niese mithilfe der Kreuzbrüder des Klosters Falkenhagen neu gegründet. Der landwirtschaftlich geprägte Ort entwickelte sich bis Anfang des 20. Jahrhunderts nur schrittweise.

### 20. Jahrhundert
Erst in den 1920er Jahren gab es durch den Bau von zwei Möbelfabriken Fortschritte. Heute gehört das Dorf in die Reihe jener Orte, die anhaltend Einwohner verlieren und auf dem Wege des Aussterbens sind – bedingt durch Überalterung und ausbleibende Geburten.
Die vorher selbständige Gemeinde wurde im Rahmen der Kommunalreform am 1. Januar 1970 eingemeindet.

### Ortsname
Neben der Ersterwähnung als Prädium Nisa (1301) sind folgende Namen im Laufe der Jahrhunderte belegt: Nyese (um 1530), Nyse (1535 und 1590, in den Landschatzregistern), Nisa (1618), Nisi (1731) sowie Niese (ab 1732).

## Infrastruktur
Der Ort ist überwiegend landwirtschaftlich geprägt. In Niese gibt es eine katholische Kirche, einen Möbelmarkt, ein Lebensmittelgeschäft und eine Gaststätte. Außerdem gibt es eine Freizeitanlage mit Wassertretbecken.

## Persönlichkeiten
Berühmtester Sohn des Dorfes war Hermann Korb (1656–1735), der im frühen 17. Jahrhundert Landesbaumeister des Herzogs Anton Ulrich von Braunschweig-Lüneburg war und in der Region in und um Braunschweig verschiedene Kirchen, Schlösser und Adelssitze errichtete.